# Tündérrózsafajok listája
A tündérrózsa (Nymphaea) a tündérrózsa-virágúak (Nymphaeales) rendjébe és a tündérrózsafélék (Nymphaeaceae) családjába tartozó nemzetség.

## Rendszerezés
A nemzetségbe az alábbi 45 faj tartozik:
- fehér tündérrózsa (Nymphaea alba) L. - típusfaj
- Nymphaea amazonum Mart. & Zucc.
- Nymphaea ampla (Salisb.) DC.
- Nymphaea belophylla Trickett
- Nymphaea calliantha Conard
- Nymphaea candida C.Presl
- Nymphaea capensis Thunb.
- Nymphaea conardii Wiersema
- Nymphaea daubeniana Hort. ex O. Thomas.
- Nymphaea divaricata Hutch.
- Nymphaea elegans Hook.
- Nymphaea gardneriana Planch.
- Nymphaea gigantea Hook. (1852)
- Nymphaea glandulifera Rodschied
- Nymphaea gracilis Zucc.
- Nymphaea heudelotii Planch.
- Nymphaea jamesoniana Planch.
- Nymphaea lasiophylla Mart. & Zucc.
- Nymphaea leibergii (Morong) Morong
- Nymphaea lekophylla (Small) Cory
- Nymphaea lingulata Wiersema
- nílusi tündérrózsa (Nymphaea lotus) L.
- Nymphaea maculata Schumach. & Thonn.
- Nymphaea malabarica Poir.
- Nymphaea mexicana Zucc.
- Nymphaea micrantha Guill. & Perr.
- Nymphaea muschleriana Gilg
- Nymphaea nouchali Burm.f.
- Nymphaea novogranatensis Wiersema
- Nymphaea odorata Aiton
- Nymphaea × omarana Bisset
- Nymphaea oxypetala Planch.
- Nymphaea petersiana Klotzsch
- Nymphaea potamophila Wiersema
- Nymphaea prolifera Wiersema
- Nymphaea pubescens Willd.
- Nymphaea pulchella DC.
- Nymphaea rubra Roxb. ex Andrews
- Nymphaea rudgeana G.Mey.
- Nymphaea stuhlmannii (Engl.) Schweinf. & Gilg
- Nymphaea sulphurea Gilg
- Nymphaea × sundvikii Hiitonen
- Nymphaea tenerinervia Casp.
- Nymphaea tetragona Georgi
- Nymphaea × thiona D.B. Ward